# Gary Summers
Pour les articles homonymes, voir Summers.
Gary Summers est un ingénieur du son américain.

## Biographie
À la fin de ses études, il entre en 1979 chez Skywalker Sound, une filiale de Lucasfilm. Il ne la quittera qu'en 2002, pour créer sa propre société "Summers Sound Service".

## Filmographie (sélection)
- 1981 : Les Aventuriers de l'arche perdue (Raiders of the Lost Ark) de Steven Spielberg
- 1983 : Le Retour du Jedi (Return of the Jedi) de Richard Marquand
- 1984 : Indiana Jones et le Temple maudit (Indiana Jones and the Temple of Doom) de Steven Spielberg
- 1985 : Cocoon de Ron Howard
- 1988 : Cocoon, le retour (Cocoon: The Return) de Daniel Petrie
- 1988 : Willow de Ron Howard
- 1989 : Always de Steven Spielberg
- 1989 : Indiana Jones et la Dernière Croisade (Indiana Jones and the Last Crusade) de Steven Spielberg
- 1991 : Apocalypse Now de Francis Ford Coppola (réédition 1991)
- 1991 : La Famille Addams (The Addams Family) de Barry Sonnenfeld
- 1991 : Terminator 2 : Le Jugement dernier (Terminator 2: Judgment Day) de James Cameron
- 1991 : Backdraft de Ron Howard
- 1993 : Madame Doubtfire (Mrs. Doubtfire) de Chris Columbus
- 1993 : Jurassic Park de Steven Spielberg
- 1994 : Miracle sur la 34e rue (Miracle on 34th Street) de Les Mayfield
- 1995 : Jumanji de Joe Johnston
- 1995 : Toy Story de John Lasseter
- 1996 : Mars Attacks! de Tim Burton
- 1996 : Mission impossible (Mission: Impossible) de Brian De Palma
- 1997 : La Guerre des étoiles (Star Wars) de George Lucas (réédition 1997)
- 1997 : L'Empire contre-attaque (The Empire Strikes Back) d'Irvin Kershner (réédition 1997)
- 1997 : Titanic de James Cameron
- 1997 : Le Monde perdu : Jurassic Park (The Lost World: Jurassic Park) de Steven Spielberg
- 1998 : 1 001 Pattes (A Bug's Life) de John Lasseter et Andrew Stanton
- 1998 : Il faut sauver le soldat Ryan (Saving Private Ryan) de Steven Spielberg
- 1998 : Ma meilleure ennemie (Stepmom) de Chris Columbus
- 1999 : Toy Story 2 de John Lasseter, Ash Brannon et Lee Unkrich
- 2000 : La Légende de Bagger Vance (The Legend of Bagger Vance) de Robert Redford
- 2001 : Monstres et Cie (Monsters, Inc.) de Pete Docter
- 2001 : Jurassic Park 3 de Joe Johnston
- 2001 : A.I. Intelligence artificielle (Artificial Intelligence: A.I.) de Steven Spielberg
- 2002 : Le Seigneur des anneaux : Les Deux Tours (The Lord of the Rings: The Two Towers) de Peter Jackson
- 2003 : Le Seigneur des anneaux : Le Retour du roi (The Lord of the Rings: The Return of the King) de Peter Jackson
- 2003 : Lara Croft : Tomb Raider, le berceau de la vie (Lara Croft Tomb Raider: The Cradle of Life) de Jan de Bont
- 2003 : Le Monde de Nemo (Finding Nemo) d'Andrew Stanton et Lee Unkrich
- 2003 : Mystic River de Clint Eastwood
- 2007 : La Vengeance dans la peau (The Bourne Ultimatum) de Paul Greengrass
- 2009 : Avatar de James Cameron
- 2009 : Transformers 2 (Transformers: Revenge of the Fallen) de Michael Bay
- 2010 : Iron Man 2 de Jon Favreau
- 2011 : Transformers 3 (Transformers: Dark of the Moon) de Michael Bay
- 2012 : Le Hobbit : Un voyage inattendu (The Hobbit: An Unexpected Journey) de Peter Jackson
- 2012 : Jason Bourne : L'Héritage (The Bourne Legacy) de Tony Gilroy
- 2012 : Madagascar 3 (Madagascar 3: Europe's Most Wanted) d'Eric Darnell, Tom McGrath et Conrad Vernon
- 2013 : Le Hobbit : La Désolation de Smaug (The Hobbit: The Desolation of Smaug) de Peter Jackson
- 2013 : Monstres Academy (Monsters University) de Dan Scanlon
- 2014 : Le Hobbit : La Bataille des Cinq Armées (The Hobbit: The Battle of the Five Armies) de Peter Jackson
- 2014 : A Most Violent Year de J. C. Chandor
- 2015 : Pixels de Chris Columbus
- 2015 : Avengers : L'Ère d'Ultron (Avengers: Age of Ultron) de Joss Whedon

## Distinctions

### Récompenses
- Oscar du meilleur mixage de son
  - en 1992 pour Terminator 2 : Le Jugement dernier
  - en 1994 pour Jurassic Park
  - en 1998 pour Titanic
  - en 1999 pour Il faut sauver le soldat Ryan
- British Academy Film Award du meilleur son
  - en 1992 pour Terminator 2 : Le Jugement dernier
  - en 1999 pour Il faut sauver le soldat Ryan
- Cinema Audio Society Awards
  - en 1998 pour Titanic
  - en 1999 pour Il faut sauver le soldat Ryan

### Nominations
- Oscar du meilleur mixage de son :
  - en 1984 pour Le Retour du Jedi
  - en 1990 pour Indiana Jones et la Dernière Croisade
  - en 1992 pour Backdraft
  - en 2010 pour Avatar
  - en 2010 pour Transformers 2 : La Revanche
  - en 2012 pour Transformers 3 : La Face cachée de la Lune
  - en 2023 pour Avatar : La Voie de l'eau

- British Academy Film Award du meilleur son :
  - en 1984 pour Le Retour du Jedi
  - en 1990 pour Indiana Jones et la Dernière Croisade
  - en 1994 pour Jurassic Park
  - en 1998 pour Titanic
  - en 2010 pour Avatar

- Cinema Audio Society Awards :
  - en 1994 pour Jurassic Park
  - en 1996 pour Jumanji
  - en 2010 pour Transformers 2 : La Revanche
  - en 2010 pour Avatar
  - en 2014 pour Monstres Academy